# Magdalensberg
Magdalensberg è un comune austriaco di 3 321 abitanti nel distretto di Klagenfurt-Land, in Carinzia; ha lo status di comune mercato (Marktgemeinde). È stato istituito nel 1973 con la fusione dei comuni soppressi di Ottmanach e Sankt Thomas.

## Storia
Il comune ha preso il nome ("Monte della Maddalena") dalla montagna che si trova sul suo territorio, nota per l'esteso insediamento celtico sulla cima della collina, che probabilmente era la capitale reale del regno celtico di Norico. Gli scavi in corso da un secolo a questa parte, tuttavia, non hanno finora portato alla luce alcuna traccia della città celtica. Ciò potrebbe essere dovuto al fatto che gli scavi si sono concentrati sullo spettacolare centro dell'insediamento, che ovviamente fu completamente "riqualificato" dai Romani a partire dal 50 a.C. circa, prima di iniziare la costruzione del municipium di Virunum, la nuova capitale della provincia romana del Norico ai piedi della montagna. Il nome dell'insediamento celtico è ancora sconosciuto. Per un certo periodo si è ipotizzato che si trattasse della città Noreia delle fonti antiche, poi questa idea è stata scartata e ora gli archeologi incaricati degli scavi pensano che la città romana di Virunum abbia probabilmente preso il nome del suo predecessore celtico in cima alla collina.
Secondo Barry Cunliffe, fin dai tempi della Repubblica romana il Norico fu un alleato amichevole di Roma. Il commercio tra i due Stati era intenso, in particolare grazie al ferro, all'oro e ai prodotti agricoli del Norico. 
Secondo l'archeologo britannico: 
(Cunliffe 2011)
L'area è anche un importante centro della storia culturale e statale degli sloveni. Numerosi insediamenti derivano dalla struttura sociale slava pre-feudale, ovvero i cosiddetti Kosezi, poi denominati in tedesco Edlinger. Erano gli elettori del principe dello stato di Carantania, il cui centro si trovava proprio nelle vicinanze, nel villaggio di Karnburg (in sloveno Krnski grad) nella valle di Zollfeld. Il famoso rituale partiva da un villaggio vicino al comune.
Anche la collina centrale della montagna fu presa in consegna dagli slavi/carantani come centro religioso. In particolare, Pavle Zablatnik, un etnologo locale, ha identificato il pellegrinaggio su quattro colline che partono dalla cima del monte Magdalensberg come un'attività precristiana, che ha dovuto essere inculturata nella cultura slava prima di essere praticata oggi. Inoltre, la pietra a tre teste del Magdalensberg è considerata un importante esempio di arte paleoslava dall'VIII alla metà del IX secolo, che rappresenta alla perfezione il processo di inculturazione della principale divinità slava, il Triglav (il dio a tre teste), che altrimenti sarebbe stato distrutto durante la fase iniziale della cristianizzazione degli sloveni. Numerose vestigia della storia culturale slovena sono ancora presenti, sebbene la lingua sia diventata chiaramente una lingua minoritaria.

## Monumenti e luoghi di interesse

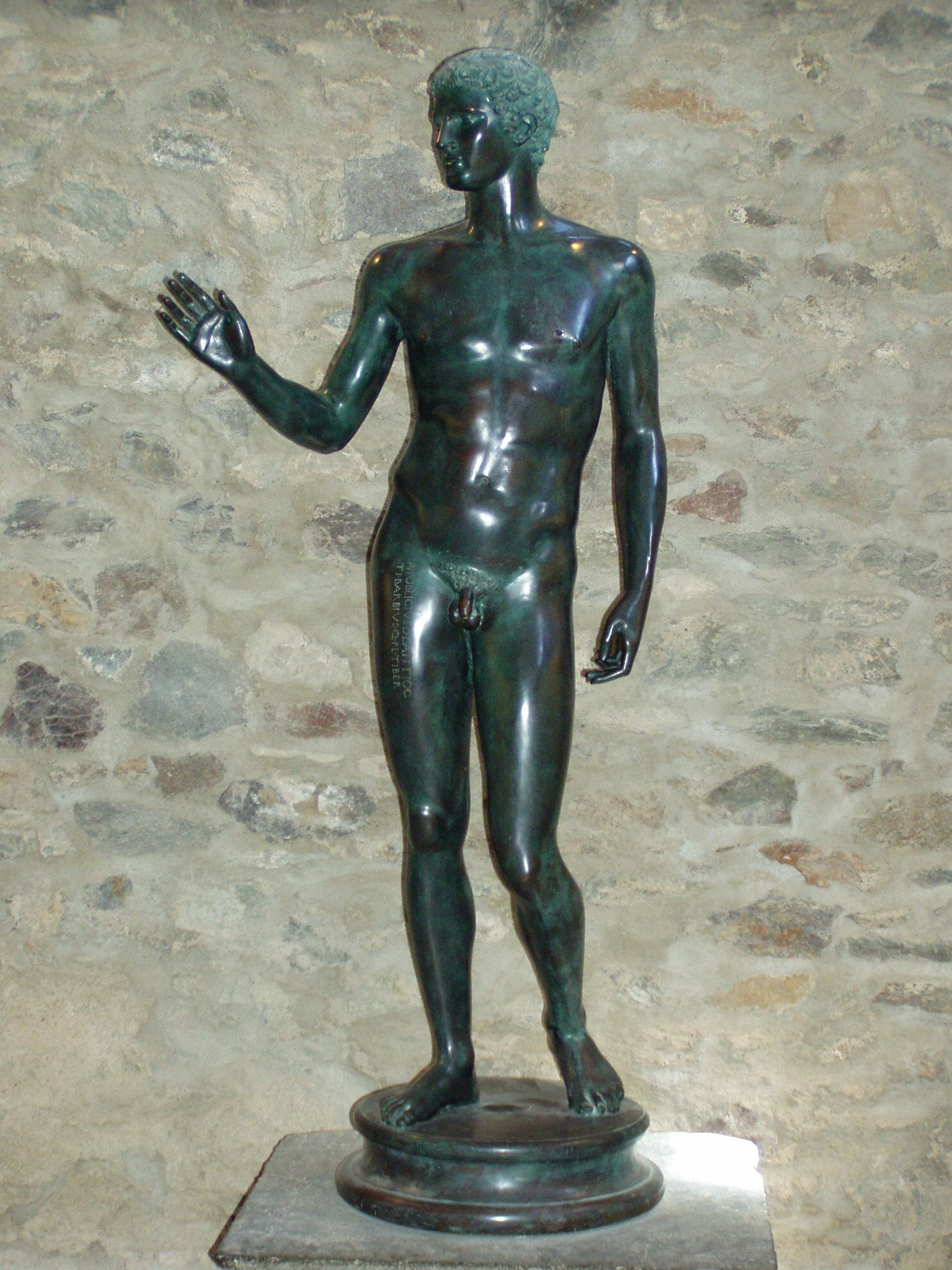
Il giovane di Magdalensberg

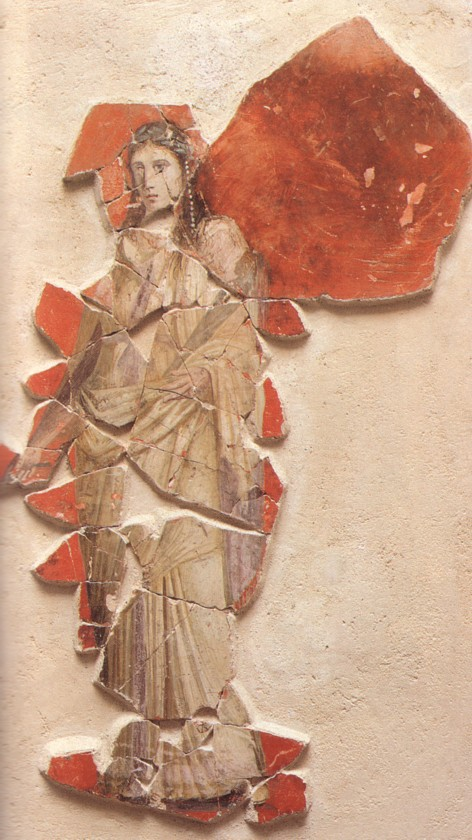
Ifigenia Taurisca

- Castello di Gundersdorf, nell'omonima frazione.
- Castello di Ottmanach, nell'omonima frazione.
- Il Giovane di Magdalensberg, originariamente un'opera d'arte celto-romana, fu ritrovato nel 1502. Il bellissimo Jüngling vom Helenenberg, così chiamato dal nome della montagna che all'epoca era chiamata Helenenberg, fece scalpore in Europa e, in quanto miglior esempio di scultura greca ed entrò a far parte del Museo d'Arte di Vienna. Per motivi turistici il giovane fu ribattezzato Jüngling vom Magdalensberg e copie della statua sono oggi visibili sia nel museo del Magdalensberg che a Klagenfurt. L'originale fu allora identificato come una copia romana di un originale greco del V secolo a.C.; recentemente, tuttavia, si è scoperto che si trattava di una copia del primo Rinascimento di un originale romano dell'originale greco, entrambi andati perduti, ma la cui bellezza è stata preservata.
- Parco archeologico. Dopo l'abbandono, l'insediamento si deteriorò molto rapidamente e cadde nell'oblio. Tuttavia, l'insediamento precedente era noto al più tardi dalla scoperta del giovane di Magdalensberg nel 1502. La posizione della chiesa direttamente sopra un pozzo celtico suggerisce un uso continuo della cima come santuario. I primi scavi ebbero luogo a metà del XIX secolo. Dal 1948 si sono svolte campagne di scavo annuali, durante le quali gli edifici, la maggior parte dei quali è oggi accessibile sotto forma di museo all'aperto nell'area del foro, sono stati scavati, conservati e in parte ricostruiti. Il Parco archeologico del Magdalensberg è una filiale del Museo regionale della Carinzia. Il percorso di visita del Parco archeologico si articola in 11 stazioni:
  - 1. foro dei commercianti e quartiere dei commercianti
  - 2. pitture murali
  - 3. quartiere residenziale
  - 4. quartiere delle officine
  - 5. doppia porta
  - 6. quartiere dei templi
  - 7. pretorio, basilica
  - 8. casa di rappresentanza
  - 9. lapidario
  - 10. case a terrazza con bagno
  - 11. fonderia di lingotti d'oro